# Iron Savior
Iron Savior je njemački power metal sastav. Godine 1996. sastav je osnovao pjevač i gitarist Piet Sielck s gitaristom Kaiom Hansenom iz sastava Gamma Ray i bubnjarom Thomasom Stauchom iz skupine Blind Guardian. Tekstovi pjesama često se tiču znanstvene fantastike. Do danas je sastav objavio trinaest studijskih albuma, dva EPi i jedan koncertni album.

## Diskografija
Studijski albumi
- Iron Savior (1997.)
- Unification (1999.)
- Dark Assault (2001.)
- Condition Red (2002.)
- Battering Ram (2004.)
- Megatropolis (2007.)
- The Landing (2011.)
- Rise of the Hero (2014.)
- Megatropolis 2.0 (2015.)
- Titancraft (2016.)
- Reforged - Riding on Fire (2017.)
- Kill or Get Killed (2019.)
- Skycrest (2020.)

EP-ovi
- Iron Savior (1997.)
- Interlude (1999.)

Koncertni albumi
- Live at the Final Frontier (2015.)

## Članovi
Sadašnja postava
- Piet Sielck – vokal, gitara (1996. – danas)
- Jan S Eckert – bas-gitara, prateći vokal (1997. – 2002., 2011. – danas)
- Joachim "Piesel" Küstner – gitara (2000. – danas)
- Patrick Klose – bubnjevi (2017. – danas)

Bivši članovi
- Kai Hansen – gitara, prateći vokal (1996. – 2001.)
- Thomas Stauch – bubnjevi (1996. – 1998.)
- Dan Zimmermann – bubnjevi (1998. – 1999.)
- Andreas Kück – klavijature (1997. – 2002.)
- Yenz Leonhardt – bas-gitara (2003. – 2011.)
- Thomas Nack – bubnjevi (1999. – 2017.)